# Paul Meister
Paul Meister (20 gennaio 1926 – 17 dicembre 2018) è stato uno schermidore svizzero, vincitore di una medaglia di bronzo nella scherma ai giochi olimpici.